# Édouard Timbal-Lagrave
Pour les articles homonymes, voir Timbal.
Édouard Timbal-Lagrave  (4 mars 1819 - 17 mars 1888) est un pharmacien et botaniste, spécialiste de la flore pyrénéenne.

## Biographie
Né le 4 mars 1819, à Grisolles (Tarn-et-Garonne), Pierre Marguerite Édouard Timbal-Lagrave a réalisé des études de pharmacie avant de se spécialiser dans l'étude des plantes entre 1861-1884.
Il s'installe comme pharmacien à Toulouse. Son fils, Albert, pharmacien et botaniste à son tour, continue à herboriser.
En 1854, il devient membre de la société botanique de France. Il est aussi membre de l'académie des sciences, inscriptions et belles-lettres de Toulouse et membre de la Société Dauphinoise, société d'échange de plantes. Il herborise surtout dans la région de Toulouse, et le sud-ouest de la France. La plupart des plantes qu'il a décrites ont des différences locales mineures et sont reclassées plus tard, dans des rangs inférieurs.
À partir de 1857, il reconstitue expérimentalement certains hybrides de plantes récoltés dans la nature et expose la base de sa méthode en 1861. Ses travaux ont eu une grande influence sur les botanistes de son époque qui ont alors commencé à réaliser des croisements à la main (Bornet, Poirault); ce qui n'a pas empêché les erreurs de détermination sur certains hybrides.
À la fin de sa vie, il a été fait chevalier de la Légion d'Honneur, le 13 juillet 1881 et fut vice-président de l'association française pour l'avancement des sciences dans la section botanique, quand celle-ci eut lieu à Toulouse, vers 1887.

## Reconnaissance scientifique
Il a participé à de nombreux travaux collectifs de collectes de plantes pour l'herbier Célestin Sipière, l'herbier J. Revel, l'herbier Duval-Jouve ou  l'herbier Emile Mazuc.
Il a aussi été le déterminateur des herbiers Armand Lombard-Dumas et Émile Mazuc.
Il permet la réhabilitation de l'Abbé Pourret dont les travaux étaient alors sous-estimés en rédigeant le Reliquiae Pourretianae dans lequel il révèle que l'Abbé Pourret, qui n'a jamais publié de nouvelles découvertes de plantes, a pourtant envoyé de nombreuses nouvelles variétés à d'autres botanistes qui en ont profité et ont publié celles-ci en leur nom propre comme Lamarck et Picot de Lapeyrouse.
Auteur de nombreux ouvrages de botanique, il a observé de nouvelles espèces de plantes telle que des orchidées ou des campanules (Campanula precatoria Timb.-Lagr.) et plusieurs portent même son nom, comme le Fétuque de Timbal-Lagrave ou le Saxifrage de Timbal-Lagrave.
L'herbier Timbal-Lagrave est conservé au muséum d'histoire naturelle de Toulouse, il est composé entre autres de plantes herborisées par son fils Albert Timbal-Lagrave.
L'abréviation Timb.-Lagr. est utilisée lorsque Pierre Marguerite Édouard Timbal-Lagrave a fait la description et la classification scientifique d'une plante.